# 曹楷 (萬曆進士)
曹楷（1556年—？），字正夫，號仰筠，山東東昌府臨清州民籍山西洪洞县人，明朝政治人物。

## 生平
萬曆七年（1579年）己卯科山東鄉試第二十五名，萬曆十一年（1583年）癸未科會試第一百六十三名，登三甲第八名進士。工部觀政，本年授行人，十六年三月选授广西道试御史，十九年補陕西道，二十年巡按南直隶淮揚兼巡河工，二十二年巡按雲南，本年养病。二十五年六月復除浙江道御史，本年巡按湖广，二十七年养病。三十一年補原职，巡视皇城，六月巡按江西，九月巡按應天，三十三年巡视光禄寺，三十四年掌河南道印，三十六年七月升大理寺左寺丞，四十年十月因廷推四川巡抚未被点用，遂辞官归。

## 家族
曾祖曹文厚；祖父曹璋；父曹大瀾，曾任監生。前母姚氏；母汪氏。慈侍下。